# Orcival (entreprise)
Orcival est une entreprise française créée en 1939 à Paris, fabricant des marinières et qui fut fournisseur de la Marine nationale.

## Histoire
La marque et son emblématique écusson abeille furent déposés en avril 1939 à Paris. Le nom de la marque vient d'un petit village d'Auvergne que chérissait le fondateur, Charles Bert. À cause de la guerre, Charles Bert dut déménager son atelier vers Lyon en novembre de la même année. L'entrepreneur en était originaire et s'y approvisionnait régulièrement en soie et en coton. Malgré sa localisation en plein centre de Lyon, près de l'hôtel de ville, l'atelier accueillit bientôt des métiers à tisser Rachel et put ainsi fabriquer ses propres tissus. Un premier métier fut utilisé pour tricoter du jersey en soie pour la lingerie féminine, un autre fut dès 1947 dédié au tricotage du jersey pour la Marine nationale. Plus tard encore, un métier circulaire permit de fabriquer le coton lourd en fil open end.
Dans les années 1970, Henri Robert élargit le marché de la marinière au-delà des professionnels et de la marine nationale pour atteindre le grand public. Depuis sa création, Orcival fabrique ses marinières en France, vêtements et tissus inclus,.
En 2017-2018, le MoMA de New York, pour son exposition Is fashion modern? a présenté une marinière Orcival pour illustrer la Marinière Marine Nationale parmi 111 autres créations de mode.
En 2018, Closed a fait une collaboration avec la marque Orcival au côté de la marque Vétra.